# 林伽按摩

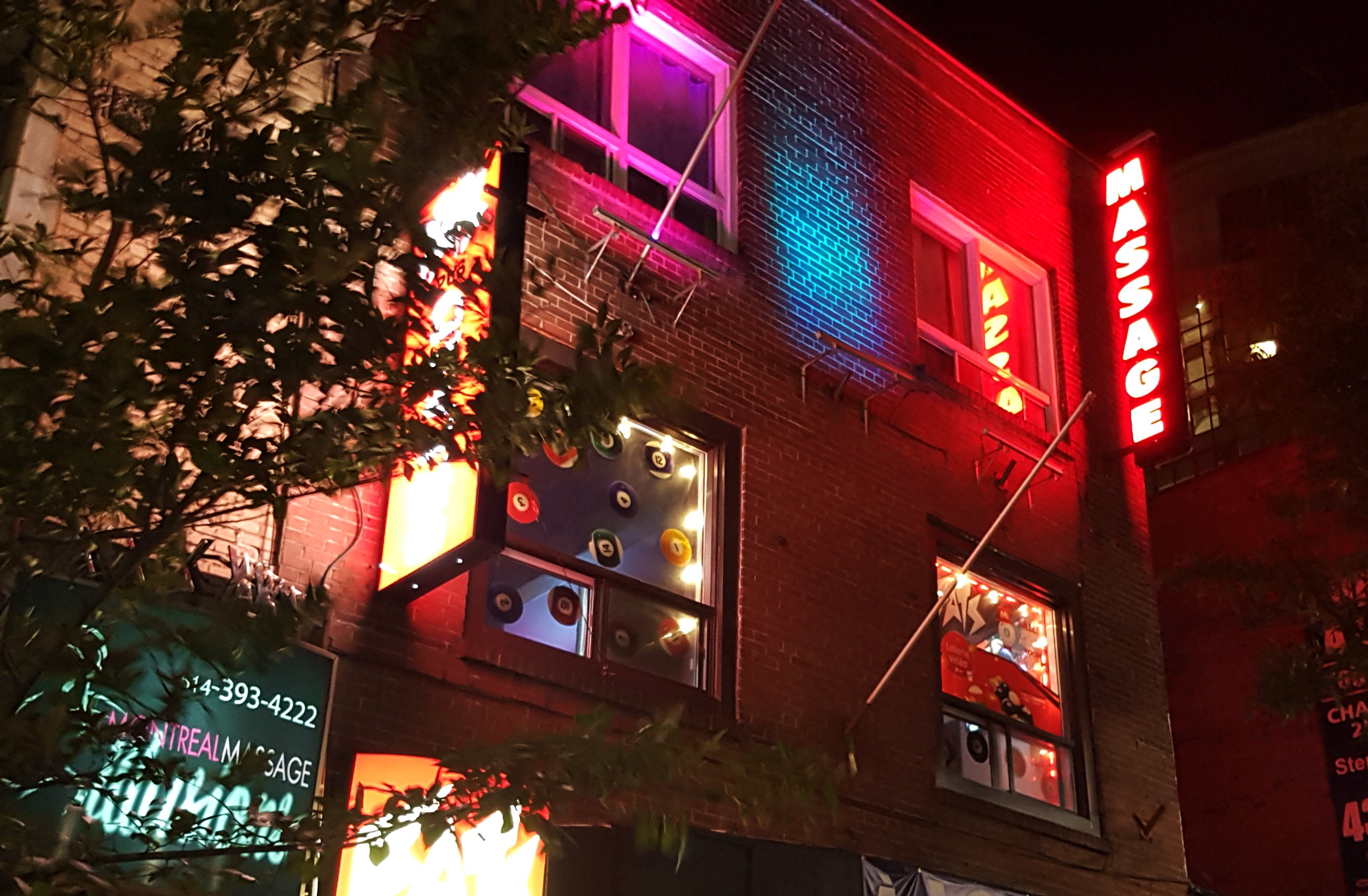
加拿大蒙特利尔的一家按摩院

林伽按摩（lingam massage）是一种新怛特罗按摩，主要针对男性生殖器，与之相对的是女性的约尼按摩。“林伽”是一个印度教崇拜符号，象征印度教三大主神之一的湿婆，外观呈阳具状。林伽按摩可让被按摩者体验多重性高潮。